# Systasis procerula
Systasis procerula är en stekelart som beskrevs av Xiao och Huang 2001. Systasis procerula ingår i släktet Systasis och familjen puppglanssteklar. Inga underarter finns listade i Catalogue of Life.